# Jerry Paris
William Gerald "Jerry" Paris, född 25 juli 1925 i San Francisco, död 31 mars 1986 i Los Angeles, var en amerikansk skådespelare och regissör. 
Som skådespelare uppmärksammades han bland annat för sin roll som Jerry Helper i The Dick Van Dyke Show. Han regisserade bland annat komedifilmerna Polisskolan 2 – Första uppdraget och Polisskolan 3 – Begåvningsreserven.